# Psychotria cornejoi
Psychotria cornejoi är en måreväxtart som beskrevs av Charlotte M. Taylor. Psychotria cornejoi ingår i släktet Psychotria och familjen måreväxter. Inga underarter finns listade i Catalogue of Life.